# 倫斯勒福爾斯 (紐約州)
倫斯勒福爾斯（英語：Rensselaer Falls）是位於美國紐約州聖羅倫斯縣的村。

## 人口
根據2020年美國人口普查的數據，倫斯勒福爾斯的面積為0.82平方千米，當中陸地面積為0.75平方千米，而水域面積為0.07平方千米。當地共有人口361人，而人口密度為每平方千米440人。